# امسواد

تعديل مصدري - تعديل

امسواد هي إحدى قرى عزلة جعار بمديرية خنفر التابعة لمحافظة أبين، بلغ تعداد سكانها 239 نسمة حسب تعداد اليمن لعام 2004.